# 21-ша змішана авіаційна дивізія (РФ)
21-ша змішана авіаційна дивізія — оперативне з'єднання військово-повітряних сил Російської Федерації у складі 14-ї армії ВКС. Управління знаходиться на аеродромі Шагол. На озброєнні дивізії перебувають літаки Су-34 та МіГ-31К.
Дивізія була сформована у 2018 році.

### Російсько-українська війна
Льотчики 21-ої дивізії беруть участь у бойових діях проти України. У 2022 ГУР МОУ оприлюднював імена пілотів з 2-го полку дивізії

## Склад
Склад дивізії (станом на 2023):
- 2-й гвардійський змішаний авіаційний полк, в/ч 86789 (а/б[a] Шагол);[4]
- 712-й гвардійський винищувальний авіаційний полк (а/б Канськ);
- 764-й винищувальний авіаційний полк (а/б Перм).